# هیستینگز (نبراسکا)
هیستینگز(به انگلیسی: Hastings) شهری در ایالت نبراسکا کشور ایالات متحده آمریکا است که جمعیت آن در سرشماری سال ۲۰۱۰ میلادی، ۲۴٬۹۰۷ نفر بوده‌است.